# Monster Rancher (jeu vidéo)
Monster Rancher, initialement intitulé Monster Farm (モンスターファーム), est un jeu vidéo commercialisé sur console PlayStation au Japon le 14 juillet 1997 et en Amérique du Nord le 30 novembre 1997. Il s'agit du premier jeu vidéo issu de la série Monster Rancher distribuée par l'entreprise Tecmo, dans lequel le principe consiste en l'élevage de monstres de compagnie. Le jeu est bien accueilli dans son ensemble par la presse spécialisée avec une moyenne de 86 % sur Metacritic.

## Système de jeu
Bien qu'il soit possible d'acquérir des monstres dans le jeu en lui-même, la série est connue pour sa capacité à créer des monstres à l'aide de divers autres CD de tous types. Le joueur peut utiliser des CD (de musique, de jeux PC, etc.) afin que le jeu puisse générer ses propres monstres. Une fois le monstre créé, le joueur peut l'entrainer à combattre. Il existe six différents critères statistiques chez le monstre.